# 球果石泉柳
球果石泉柳（学名：Salix shihtsuanensis var. globosa）为杨柳科柳属下的一个变种。

## 扩展阅读
- 維基物種上的相關：球果石泉柳